# Лазар Христов (революционер)
Вижте пояснителната страница за други личности с името Лазар Христов.
Лазар (Лазо) Христов е български революционер, четник, деец на Вътрешната македоно-одринска революционна организация.

## Биография
Лазар Христов е роден в 1885 година във Велес, тогава в Османската империя, днес в Северна Македония. Присъединява се към ВМОРО, през 1906 година е четник при Иван Наумов Алябака.
През Първата световна война, по случай 15-ата годишнина от Илинденско-Преображенското въстание, е награден с бронзов медал „За заслуга“, на военна лента, с корона, за заслуги към постигане на българския идеал в Македония.
От 9 септември 1941 година е в настоятелството на Велешкото дружество на Илинденската организация във Велес.